# هیلمیر اسنائر گودناسون
هیلمیر اِسنائر گودناسون (ایسلندی: Hilmir Snær Guðnason؛ زادهٔ ۲۴ ژانویهٔ ۱۹۶۹) بازیگر و صداپیشه اهل ایسلند است.
از فیلم‌ها یا برنامه‌های تلویزیونی که وی در آن نقش داشته‌است، می‌توان به ۱۰۱ ریکیاویک، دریا، خنده مرغ دریایی، سرگذشت نیال، ملک توفان و عروسی شب سپید اشاره کرد.